# Alexandre-Léopold Sebaux
Alexandre-Léopold Sebaux est un évêque français, né à Laval le 7 juillet 1820 et mort à Angoulème le 17 mai 1891, évêque d'Angoulême.

## Biographie
Fils de Jean Sebaux, manufacturier, originaire de la Sauvagère dans l'Orne, et d'Anne Moulinais, qui avait été emprisonnée au Temple à Paris en 1797 pour services rendus pendant la Révolution française aux prêtres proscrits.
D'une santé délicate, il fit ses premières études à Laval au pensionnat de M. Coligny, ses humanités et sa philosophie au petit séminaire de Nantes dirigé par les Sulpiciens, sa théologie au grand séminaire du Mans, et se proposait d'achever ses études au séminaire de Saint-Sulpice, quand Bouvier, en 1842, se l'attacha comme secrétaire particulier et l'ordonna prêtre le 1er avril 1843. Associé à tous les travaux du prélat, à ses pensées intimes, c'est sa propre histoire qu'il écrivit plus tard en publiant celle de son évêque qui l'appelait son fils. Il l'assista à ses derniers moments à Rome, ramena son corps dans sa cathédrale et rentra à Laval, pour y devenir curé de Notre-Dame, sa paroisse natale en 1855. Il la dota d'un presbytère, obtint la cession d'un terrain dépendant de la caserne pour élever un second latéral à l'église, se fit universellement estimer et respecter par sa charité, sa distinction, son zèle.
Le 20 septembre 1860,  Casimir Wicart le chargea d'organiser son grand séminaire et l'en nomma supérieur. Il répondit à cette marque de confiance et son influence s'accrut encore, même dans le monde laïque. Les professeurs et ses élèves l'aimaient selon l'abbé Angot pour sa bonté extrême, admiraient son heureuse faconde et la variété de ses connaissances, le respectaient pour sa dignité sacerdotale et sa supériorité incontestable.
Jules Simon le désigna pour l'évêché d'Angoulême — il avait précédemment décliné l'honneur du siège de Quimper — promettant de l'aider « à rendre meilleur » ce diocèse peu religieux. Le candidat n'accepta que sur ordre du pape Pie IX, qui le préconisa le 21 mars 1873. Il fut sacré dans l'église de Notre-Dame par Wicart, assisté de Louis-Édouard Pie, évêque de Poitiers, et de Fillion, évêque du Mans, en présence de Charles-Émile Freppel qui prononça le discours de circonstance, annonçant, « avec la certitude d'un prophète » que le nouveau prélat aurait les éminentes qualités des évêques consécrateurs, l'ardeur pour le bien, l'amour de la doctrine, la douceur et la fermeté. Il emmena avec lui à Angoulême comme vicaire général M. Planchard, et promit à ses diocésains de se donner totalement à eux. On peut lui reprocher de l'avoir fait avec trop d'ardeur.
En dehors de ses tournées pastorales et de ses prédications incessantes, où il s'épuisait, ses soins portèrent surtout sur le recrutement des vocations ecclésiastiques, la discipline, l'instruction chrétienne, pour laquelle il fonda des écoles libres, et, à ses frais, le collège de Saint-Paul (1878), les œuvres ouvrières et charitables. 
Il traita dans ses mandements de Jésus-Christ, de l'Église, du sacerdoce, de la vie chrétienne, de l'Union catholique, du socialisme, et des encycliques de Léon XIII. Au sujet des « directions pontificales », il écrivait, le 16 mars 1891 à l'archevêque de Paris : « Suit-il de là que l'Église enseigne l'indifférence à l'égard du droit historique, des traditions et des institutions politiques d'un pays ; qu'elle demande le sacrifice des opinions personnelles inspirées par un désir sincère du bien public ? Non, elle éclaire, subordonne, mais ne supprime pas ».
Trop modeste pour se jeter avec éclat dans l'arène des luttes religieuses, il n'en était pas moins l'ami, le conseiller et souvent l'inspirateur des plus fermes champions de l'orthodoxie. Il sauva la vie à l'Univers par une intervention personnelle à Rome, et ne craignit pas d'adresser à tel de ses collègues des observations hardies dont on le pria en vain d'adoucir les termes. Exempt de toute ambition, il refusa plusieurs sièges épiscopaux humainement plus favorisés que le sien.
Rentré exténué de sa tournée de confirmation le 11 mai 1891, il fut frappé d'une congestion pulmonaire, qui l'emporta en quelques jours. Il mourut le 17 mai, jour de la Pentecôte en disant : « Je pars sans crainte, confiant en la miséricorde divine ». Après que l'archevêque de Bordeaux eut fait son éloge le 26 mai, jour des obsèques, Freppel prononça l'oraison funèbre de celui dont il avait prophétisé à Laval. M. Verlet fit son tombeau, dû à une souscription publique, et l'a représenté à genoux dans l'attitude de la prière.

## Armes
Écartelé : aux 1 et 4 de gueules, au monogramme du Christ d'or; aux 2 et 3 d'azur, à un M gothique d'argent couronné du même, et une croix d'or brochant sur le tout.

## Publications
- Notice sur la Portioncule, 1848
- Vie de Mgr Bouvier, 1886, Angoulême, in-12 ; il existe une 2e édition
- Statuts synodaux du diocèse d'Angoulême, préparés par M. Planchard
- Mandements
- En 1867, il lut devant la Société de l'industrie de la Mayenne une étude sur Le Beau, envisagé dans son objet et dans ses moyens